# مركبة استطلاع
مركبة استطلاع المعروفة أيضًا باسم مركبة الاستكشاف، هي مركبة عسكريّة تستعمل في عمليات الاستكشاف.

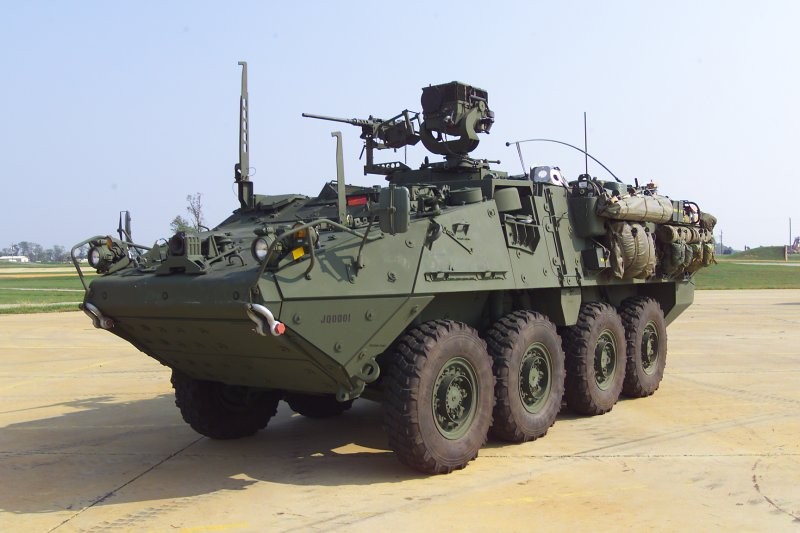
مركبة استطلاع أمريكية.

## التّاريخ
أثناء الحرب العالميّة الثّانية استخدم البريطانيّون المصفّحات للاستكشاف في مناطق الجبهات وكانت المركبات مجهزة بمدفع رّشّاش.